# Diari (Kurt Cobain)
Diari (Journals) è una selezione di materiale cartaceo prodotto da Kurt Cobain, pubblicata nel novembre 2002.
Presenta impressioni, lettere, testi e disegni contenuti in diversi quaderni e fogli sparsi, realizzati dal cantante dall'esordio fino alle ultime note scritte su carta intestata di un hotel romano.
Il materiale è etereogeneo ed esposto in ordine cronologico approssimativo, dato che spesso non è datato, con una raccolta di bozze di lettere a vari destinatari, tra cui amici, case discografiche e riviste. Include inoltre diversi riferimenti ai Nirvana, con testi di canzoni, bozze biografiche (vedi approfondimento) e liste di artisti preferiti, tra queste una classifica "Top 50". 
Sono poi presenti schizzi, disegni e strisce a fumetti, in alcuni casi utilizzati in seguito come base per il materiale illustrativo del gruppo.
Punk is musical freedom. It's saying, doing and playing what you want. Nirvana means freedom from pain and suffering in the external world and thats close to my definition of punk rock, exclaim guitarist Kurt Kobain
Punk è libertà musicale. E' dire, fare e suonare quello che vuoi. Nirvana significa libertà dal dolore e dalla sofferenza nel mondo esterno e questo è vicino alla mia definizione di punk rock, esclama il chitarrista Kurt Kobain
questo testo non è mai stato utilizzato.

## Edizioni
- Kurt Cobain, Diari, Milano, Mondadori, 2002, ISBN 88-04-51205-9.